# Oost-Limburgs

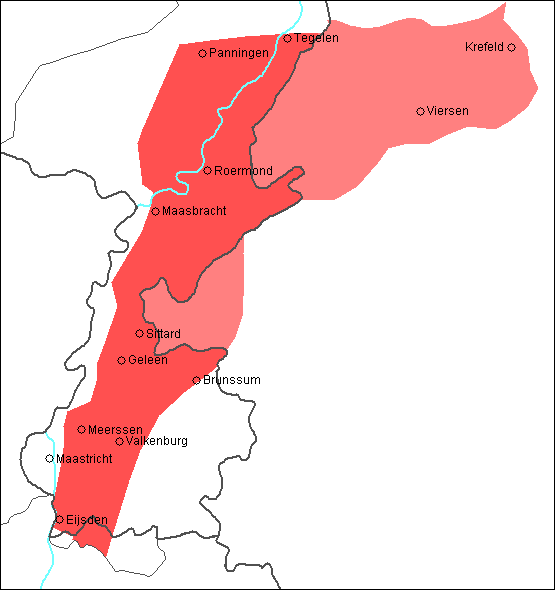
Het Oost-Limburgs dialectgebied, in roze de gebieden in Duitsland waar een dialect met dezelfde kenmerken wordt gesproken.

Oost-Limburgs is een dialectologische verzamelnaam voor de dialecten die worden gesproken in de as van de Nederlandse provincie Limburg, ruwweg in het centrale gebied tussen Tegelen, Panningen, Maasbracht, Eijsden en Brunssum. Hierbij sluiten zich aan het westen van de Belgische Voerstreek en in Duitsland, ten oosten van Sittard, de gemeenten Selfkant, Waldfeucht en Gangelt en ten oosten van Roermond een breder gebied tot aan Viersen en Krefeld.

## Afbakening

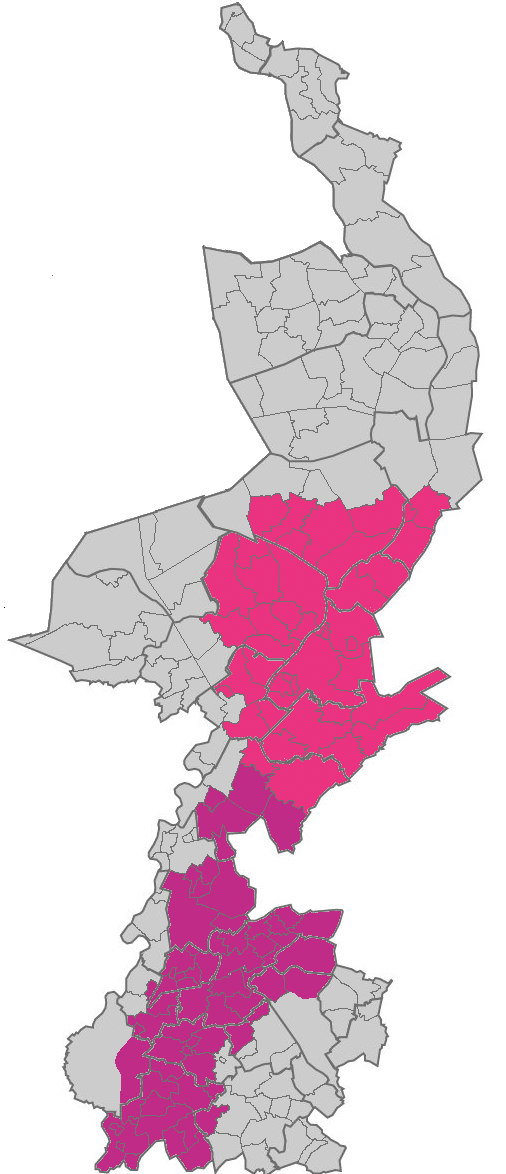
Kaart van de Oost-Limburgse dialecten in Nederlands-Limburg

In het noorden wordt het taalgebied van het Oost-Limburgs afgebakend door de Uerdinger linie (ik/ich), in het westen vormt de Panninger linie (st-/sjt-) de grens met het Centraal Limburgs. In het zuidoosten vormt de-lik/-lich-isoglosse de grens tussen de taalgebieden van het Oost-Limburgs en het Oost-Limburgs-Ripuarisch, dat op zijn beurt weer overloopt naar het Kerkraads, het Ripuarische dialect van Kerkrade en omgeving.

## Onderverdeling
Het Oost-Limburgs wordt door het Woordenboek van de Limburgse Dialecten (WLD) verder onderverdeeld in Noordelijk Oost-Limburgs en Zuidelijk Oost-Limburgs.
- Noordelijk Oost-Limburgs: Tegelen (Tegels), Steyl, Belfeld, Baarlo, Helden (Heldens), Panningen, Egchel, Beringe, Heythuysen, Heibloem, Roggel, Neer, Nunhem, Buggenum, Horn, Haelen, Baexem, Beegden, Heel, Panheel, Linne, Maasbracht, Sint-Joost, Maria Hoop en de gemeenten Roermond (Roermonds) (Swalms), Roerdalen en Beesel.
- Zuidelijk Oost-Limburgs: Pey, Koningsbosch, Susteren, Dieteren, Nieuwstadt, Sittard (Sittards), Limbricht, Einighausen, Guttecoven, Munstergeleen, Geleen (Geleens), Hoensbroek, Heerlerheide, Klimmen, Moorveld, Ulestraten, Meerssen, Rothem, Amby, Scharn, 'S-Gravenvoeren (B), Valkenburg aan de Geul met de uitzondering van Schin op Geul en de gemeenten Beek, Beekdaelen, Brunssum en Eijsden-Margraten (Eijsdens). In de Voerstreek in 's-Gravenvoeren.

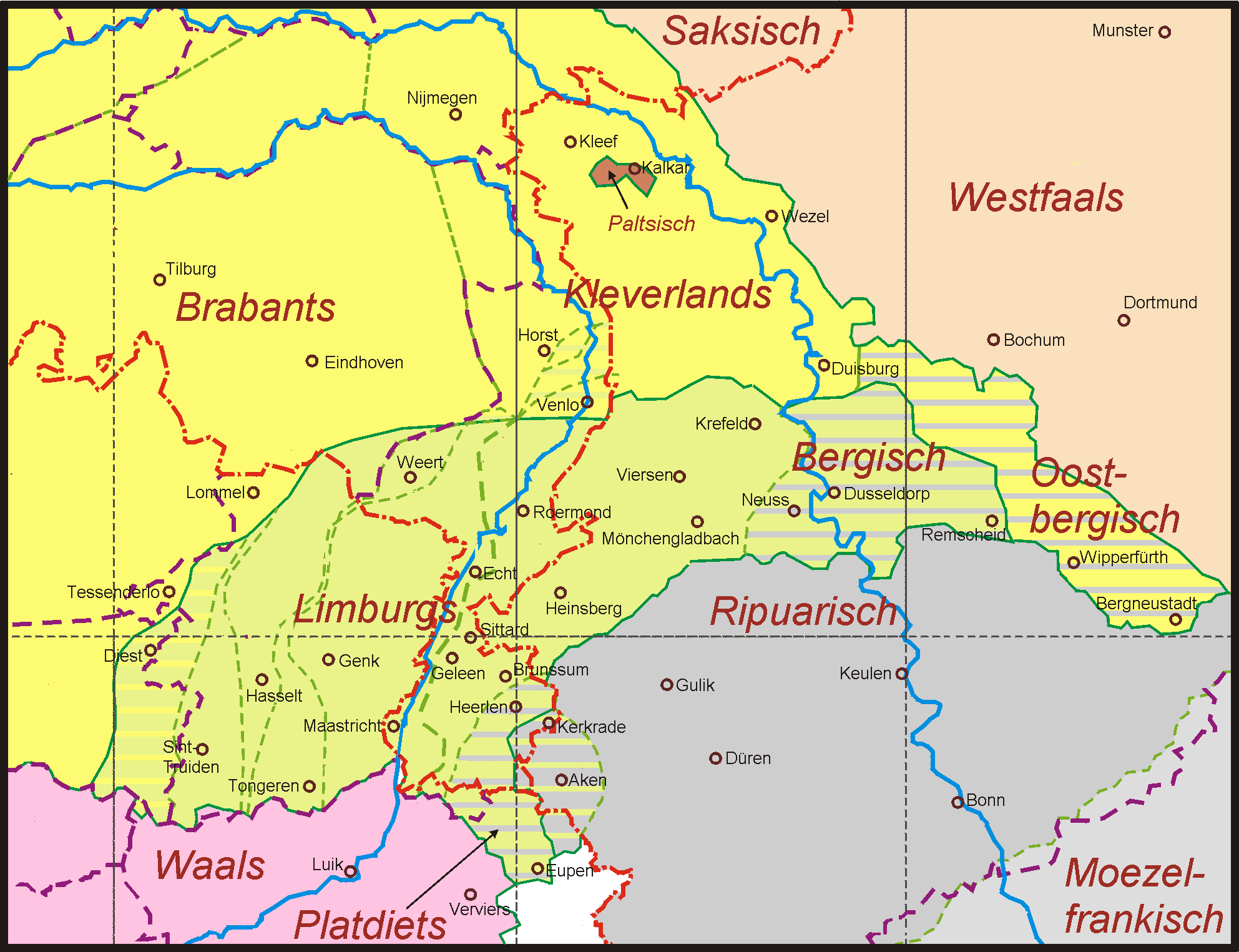
- HET LIMBURGS TAALLANDSCHAP -
Het zuidelijk Maas-Rijnlandse (Limburgs-Nederrijnse) dialectcontinuüm

## Typologie
Deze varianten worden typologisch gerekend tot het Nederfrankisch, omdat ze maar in geringe mate hebben deelgenomen aan de Hoogduitse klankverschuiving, beperkt tot de werking van isoglossen als de Panninger linie en Uerdinger linie. Ze onderscheiden zich daarmee slechts gradueel van het Nederlands, maar doen volop mee aan de Rijnlandse intonatie. 
Deze fonologische eigenschap karakteriseert het Limburgs, maar het staat daarin niet geheel alleen. Tezamen met het Limburgs nemen het Ripuarisch en Moezelfrankisch door dit tonale karakter een bijzondere plaats in binnen de Rijnfrankische dialecten, maar ook binnen het geheel van de West-Germaanse talen.

## Status
In het Nederlandse deel (het Midden-Limburgse Maasland en een deel van het Zuid-Limburgse heuvelland) worden de Oost-Limburgse dialecten nog algemeen door de bevolking gesproken. In de liedkunst werd het Oost-Limburgs eind 20e eeuw goed vertegenwoordigd met artiesten als Harry Bordon, Jo Erens en Frits Rademacher. Ook Toon Hermans heeft vele liedjes in het Sittards geschreven. Het lied Wie sjoeën ós Limburg is van Harry Bordon heeft zelfs een semi-officiële status als alternatief Limburgs volkslied. Meer dan andere dialecten kan dit Midden-Limburgse Oost-Limburgs aanspraak maken op een gemeenschappelijke noemer '(algemeen) Limburgs'. Het Roermonds en het Sittards zijn in dit opzicht representatiever dan het Venloos, Weerts, Maastrichts, Heerlens en Kerkraads.
Uit onderzoek aan het begin van de 21e eeuw is gebleken dat in aangrenzend Duitsland de dialectsprekende bevolking snel aan het vergrijzen is. Door jongeren wordt hier geen echt dialect meer gesproken, maar hooguit het Rijnlandse regiolect. Vooral na de Tweede Wereldoorlog is de staatsgrens een taalgrens aan het worden, zoals dat ook het geval is bij het Kleverlands en bij het Westfaalse Nedersaksisch aan de grens bij de Achterhoek en Twente.

## Oost-Limburgs-Ripuarisch overgangsgebied
Aan de oost- en zuidoostkant wordt het Oost-Limburgse gebied begrensd door een nog grotere taalzone, het langgerekte overgangsgebied van Oost-Limburgs-Ripuarisch. Deze zone loopt eveneens door drie landen, maar ligt grotendeels in de Duitse Nederrijn. Zij loopt oostwaarts naar de Rijn tussen Uerdingen (bij Krefeld) en Düsseldorf, maar steekt nog ver daarover, waar het dialect Bergisch genoemd wordt. In Nederlands Limburg loopt het over het oostelijk deel van het heuvelland (Oostelijk Zuid-Limburgs) tot aan Eupen in België, waar het Platdiets of Geullands wordt genoemd.
Het meest zuidoostelijke deel van Limburg tussen Kerkrade en Vaals valt binnen het Ripuarisch, evenals de oostelijke rand van de Belgische provincie Luik, de zogeheten Oostkantons. De Oost-Limburgs-Ripuarische overgangszone beslaat in Nederland en België een betrekkelijk klein gebied, maar vormt wel een aanzienlijke strook in de Duitse Nederrijn.

### Germanistische en Neerlandistische visie
De Duitse dialectoloog Cornelissen maakt geen onderscheid in Duitsland tussen het Oost-Limburgs en het Oost-Limburgs-Ripuarisch en noemt ze samen Niederrheinische Übergangsdialekte, die de overgang vormen tussen het Ripuarisch en het Kleverlands. Dit is een specifiek Duits gezichtspunt, omdat het begrip Limburgs in het Duits geen eigen equivalent heeft. Daardoor zijn nadere onderscheidingen tussen Limburgs en Limburgs-Ripuarisch vanuit Duits oogpunt ook minder van belang. Het kaartje rechtsboven gaat uit van de binnen de Nederlandse en Belgische dialectologie gedefinieerde grenzen van Oost-Limburgs, duidelijk te onderscheiden van het Oost-Limburgs-Ripuarisch overgangsgebied, zoals dit onderscheid sinds Goossens (1965) wordt gemaakt. Mede omdat zowel dit Oost-Limburgs-Ripuarisch overgangsgebied als het gebied van het Oost-Limburgs in strikte zin beide doorlopen over drie landen en dus geen uitsluitend Duitse dialectvariant vormen, is het zinvol dit onderscheid aan te houden. In Duitsland neigt men ertoe deze overgangsdialecten te beschouwen als een uitloper van het Ripuarische (Westmiddelduitse en dus Middelfrankische) kerngebied, in Nederland en België bekijkt men ze eerder vanuit de reikwijdte van het Nederfrankisch, wat de grondslag van het Nederlands vormt. De invloed van het Nederfrankisch en het Middelfrankisch is in alle Limburgse varianten gradueel. Het Limburgs biedt een fijn geschakeerde staalkaart van de Rijnlandse waaier.